# قائمة الأعلام حسب اللون
تتضمن القائمة التالية الأعلام حسب ألوانها، حيث يظهر اسم العلم ضمن القسم المخصص للون إذا وجد ذلك اللون في العلم ولو مرة واحدة، سواء كان مباشرة أو ضمن شعار أو إطار:

## أسود (لون)
| - قائمة الأعلام السوداء - علم أفغانستان - علم ألبانيا - ألفن آن دن راين - علم أمستردام - علم أندورا - علم أنغولا - علم أنتيغوا وباربودا - علم الأرجنتين - كنيسة الأرمن الأرثوذكس - علم النمسا - علم جزر البهاماس - علم البربادوس - علم بلجيكا - علم بليز - علم برلين - علم بوتان - علم بوليفيا - علم بوتسوانا - علم بريتاني - علم بروناي - علم كوستاريكا - علم كرواتيا - علم دومينيكا - علم تيمور الشرقية | - علم مصر - علم السلفادور - علم غينيا الاستوائية - علم العراق - علم إستونيا - علم جزر فوكلاند - علم فيجي - علم ألمانيا - علم غانا - علم جبل طارق - علم غواتيمالا - علم غينيا بيساو - علم غيانا - علم هايتي - علم المجر - علم الخلافة الإسلامية - علم جمهورية جامايكا - علم جيرزي (جزيرة) - جولي روجر - علم الأردن - علم كينيا - علم الكويت - علم ليبيا - علم ليختنشتاين - علم مدينة مدريد - علم ملاوي - علم مالطا | - علم جزيرة مان - علم المكسيك - علم مونتسيرات - علم موزمبيق - علم مقاطعة نيو برانزويك - علم نيكاراغوا - علم جزر ماريانا الشمالية - العلم الأولمبي - علم فلسطين - علم بابوا غينيا الجديدة - علم باراغواي - علم بيرو - علم جزر بيتكيرن - علم البرتغال - علم بروسيا - علم سانت هيلانة - علم سانت كيتس ونيفيس - علم سانت لوسيا - علم سان مارينو - علم ساو تومي وبرينسيب - علم جنوب أفريقيا - علم كوريا الجنوبية - علم جنوب السودان - علم إسبانيا - علم السودان - علم سوازيلاند - علم سوريا - علم تنزانيا - علم ترينيداد وتوباغو - علم تركمانستان - علم جزر توركس وكايكوس - علم أودمورتيا - علم أوغندا - علم الإمارات العربية المتحدة - علم فانواتو - علم الفاتيكان - علم فنزويلا - علم جزر العذراء البريطانية - علم جزر العذراء الأمريكية - علم ويلز - علم واشنطن (ولاية) - علم اليمن - علم زامبيا - علم زيمبابوي |

## اللون البني
- علم أندورا
- علم بليز
- علم تشوفاشيا
- علم كوستاريكا
- علم كرواتيا
- علم دومينيكا
- علم غينيا الاستوائية
- علم فيجي
- علم غواتيمالا
- علم هايتي
- علم المجر
- علم مدينة روما
- علم سريلانكا
- علم سوازيلاند
- علم الفاتيكان

## أزرق
| - علم ألاسكا - علم ألبيرتا - علم جمهورية ألطاي - علم ساموا الأمريكية - علم أندورا - علم أنتيغوا وباربودا - علم الأرجنتين - علم أركنساس - علم أرمينيا - علم أستراليا - علم أذربيجان - علم الأزور - علم جزر البهاماس - علم البربادوس - علم باشكورتوستان - علم بافاريا - علم بليز - علم البوسنة والهرسك - علم بوتسوانا - علم البرازيل - علم مقاطعة كولومبيا البريطانية - العلم البوذي - علم بورياتيا - علم كمبوديا - علم جزر الكناري - علم الرأس الأخضر - علم جمهورية أفريقيا الوسطى - علم تشاد - علم تشيلي - علم تايوان - العلم المسيحي - علم كولومبيا - علم جزر القمر - علم جمهورية الكونغو الديمقراطية - علم كوستاريكا - علم كرواتيا - علم كوبا - علم التشيك - علم داغستان - علم جيبوتي - علم إكوادور | - علم السلفادور - علم غينيا الاستوائية - علم إريتريا - علم إستونيا - علم إثيوبيا - علم الاتحاد الأوروبي - علم جزر فارو - علم فنلندا - علم فيجي - علم فرنسا - علم فرايزلاند - علم الغابون - علم غامبيا - علم ولاية جورجيا - الكنيسة الجورجية الرسولية الأرثوذكسية - علم اليونان - علم غواتيمالا - علم هايتي - علم هاواي - علم هندوراس - علم المجر - علم آيسلندا - علم الهند - علم إنديانا - علم إسرائيل - علم إيطاليا - علم قبردينو - بلقاريا - علم كالميكيا - علم قراتشاي - تشركيسيا - علم جمهورية كاريليا - علم كازاخستان - علم خقاسيا - علم كيريباتي - علم جمهورية كومي - علم ليختنشتاين - علم لوكسمبورغ - علم ماديرا - علم مدينة مدريد - علم مانيتوبا - علم جزر مارشال - علم جمهورية ماري إل - Flag of Mercosur - علم ميشيغان - علم مسيسيبي - علم مولدوفا - علم منغوليا - علم موردوفيا - مورسنت الحيادية - علم موسكو - علم نييوي - علم نيكاراغوا - علم هولندا - الراية الملكية الهولندية | - علم نيوزيلندا - علم كارولاينا الشمالية - علم كوريا الشمالية - علم النرويج - علم نونافوت - علم أوهايو - العلم الأولمبي - علم أونتاريو - علم بنما - العلم البارالمبي - علم باريس - علم الفلبين - علم البرتغال - علم البرتغال - علم مقاطعة كيبك - علم رومانيا - علم روسيا - علم ياقوتيا - علم سان مارينو - علم اسكتلندا - علم صربيا - علم صربيا والجبل الأسود - الكنيسة الصربية الأرثوذكسية - Sikh flag ‏ - علم سلوفاكيا - علم سلوفينيا - علم جنوب أفريقيا - علم كارولاينا الجنوبية - علم جورجيا الجنوبية وجزر ساندويتش الجنوبية - علم كوريا الجنوبية - علم جنوب السودان - علم السويد - علم تايوان (تايوان) - علم تينيسي - علم تكساس - علم التبت - علم توكلو - شعار تونغا - Flag of the Torres Strait Islands ‏ - علم توفا - علم أوكرانيا - علم المملكة المتحدة - علم الأمم المتحدة - علم الولايات المتحدة - علم أوزبكستان - علم فنزويلا - علم يوكون (إقليم) |

## ذهبيأوأصفر
| - علم أديغيا - علم ألاسكا - علم أندورا - علم أنغولا - علم أنتيغوا وباربودا - علم الأرجنتين - علم النمسا - علم الأزور - مدينة إشبيلية - علم جزر البهاماس - علم البربادوس - علم برشلونة - علم باشكورتوستان - علم بيلاروسيا - علم بلجيكا - علم بليز - علم بنين - علم بوتان - علم البوسنة والهرسك - علم البرازيل - علم مقاطعة كولومبيا البريطانية - علم بروناي - العلم البوذي - علم بوركينا فاسو - علم بورياتيا - علم كمبوديا - علم جزر الكناري - علم الرأس الأخضر - علم تشيلي (1812-1814) - علم جمهورية أفريقيا الوسطى - علم تشاد - علم الشيشان - علم جمهورية الصين الشعبية - علم تشوفاشيا - علم كولومبيا | - علم جزر القمر - علم كوستاريكا - علم جمهورية الكونغو الديمقراطية - علم الكونغو - علم كرواتيا - علم كرواتيا - علم كرواتيا - علم قبرص - علم دومينيكا - علم إكوادور - علم مصر - علم السلفادور - علم غينيا الاستوائية - علم إريتريا - علم إستونيا - علم إثيوبيا - علم الاتحاد الأوروبي - علم فيجي - علم فنلندا - علم الغابون - علم ألمانيا - علم غانا - علم غرينادا - علم غواتيمالا - علم غينيا - علم غينيا بيساو - علم غيانا - علم حزب الله - علم هايتي - علم المجر - علم إنديانا - علم إيطاليا - علم اليابان - علم كالميكيا - علم قراتشاي - تشركيسيا - علم كازاخستان - علم خقاسيا - علم كيريباتي - علم كردستان | - علم قيرغيزستان - علم ليتوانيا - علم لوس أنجلوس - علم ماديرا - علم مانتشوكو (1932-1945) - علم منغوليا - علم موسكو - علم بورما - علم مقاطعة نيو برانزويك - علم نيومكسيكو - علم نييوي - علم كارولاينا الشمالية - علم أوسيتيا الشمالية - ألانيا - علم نونافوت - العلم الأولمبي - علم أونتاريو - علم الفلبين - علم البرتغال - علم روما - الكنيسة الصربية الأرثوذكسية - علم جنوب السودان - البحرية الفيتنامية الجنوبية - علم الاتحاد السوفيتي - علم إسبانيا - كراي ستافروبول، روسيا - علم السويد - علم التبت - توكانتينس - علم توكلو - الختم الرئاسي لتركيا - علم توفا - علم أوكرانيا - علم الفاتيكان (قبل عام 1808) - علم فنزويلا - اتحاد جزر الهند الغربية - علم زيمبابوي - كنيسة الأرمن الأرثوذكس |

## أخضر
| - علم أديغيا - علم أفغانستان - جامعة الدول العربية - علم الجزائر - علم أذربيجان - علم بنغلاديش - علم باشكورتوستان - علم بيلاروسيا - علم بليز - علم بنين - علم بوليفيا - علم البرازيل - علم إقليم المحيط الهندي البريطاني - علم بلغاريا - علم بوركينا فاسو - علم بوروندي - علم الكاميرون - علم جزر كايمان - علم جمهورية أفريقيا الوسطى - علم الشيشان - علم جزر القمر - علم الكونغو - علم كوستاريكا - علم ساحل العاج - علم قبرص - علم داغستان - علم جيبوتي - علم دومينيكا - علم جمهورية الدومينيكان - علم غينيا الاستوائية - علم السلفادور - علم إريتريا - علم إثيوبيا - علم جزر فوكلاند - علم فيجي - علم الغابون - علم غامبيا - علم غانا - علم غرينادا | - علم جزيرة غوام - علم غواتيمالا - علم غينيا - علم غينيا بيساو - علم غيانا - علم هايتي - علم حزب الله - علم المجر - علم الهند - علم إنجوشتيا - علم إيران - علم العراق - علم جمهورية أيرلندا - علم إيطاليا - علم جمهورية جامايكا - علم الأردن - علم قبردينو - بلقاريا - علم قراتشاي - تشركيسيا - علم جمهورية كاريليا - علم كينيا - علم خقاسيا - علم جمهورية كومي - علم كردستان - علم الكويت - علم لبنان - علم ليسوتو - علم ليبيا - علم ليتوانيا - علم لوس أنجلوس - علم ماكاو - علم مدغشقر - علم مدينة مدريد - علم ملاوي - جزر المالديف - علم مالي - علم مانيتوبا - علم موريتانيا - علم موريشيوس - علم المكسيك - علم المغرب - علم موزمبيق - علم بورما - علم ناميبيا - كانتون نيوشاتل - علم النيجر - علم نيجيريا - علم جزيرة نورفولك | - العلم الأولمبي - علم سلطنة عمان - علم أونتاريو - منظمة الوحدة الأفريقية - علم باكستان - علم فلسطين - العلم البارالمبي - علم بيرو - علم جزر بيتكيرن - علم البرتغال - علم البرتغال - علم رواندا - علم سانت هيلانة - علم سانت كيتس ونيفيس - علم سانت فنسنت والغرينادين - علم ياقوتيا - علم سان مارينو - علم ساو تومي وبرينسيب - علم السعودية - علم ساكسونيا - علم السنغال - علم سيشل - علم جزر سليمان - علم جنوب أفريقيا - علم جنوب السودان - علم سريلانكا - كانتون سانت غالن - علم السودان - علم سورينام - علم سوريا - علم طاجيكستان - علم تنزانيا - علم جمهورية تتارستان - كانتون تورغاو - علم توغو - علم تركمانستان - علم جزر توركس وكايكوس - علم الإمارات العربية المتحدة - علم أوزبكستان - علم فانواتو - علم فنزويلا - علم جزر العذراء البريطانية - علم جزر العذراء الأمريكية - كانتون فود - علم ويلز - علم يوكون (إقليم) - علم زامبيا - علم زيمبابوي |

## اللون الكستنائي
- علم لاتفيا
- علم موسكو
- علم قطر

## اللون البرتقالي
- ألباني (نيويورك)
- علم أرمينيا
- علم البربادوس
- علم بوتان
- بوبوتتسوانا
- العلم البوذي
- علم ساحل العاج
- جمهورية هولندا (1581-1795)
- علم إريتريا
- علم غواتيمالا
- علم الهند
- علم جمهورية أيرلندا
- علم جزر مارشال
- ميامي
- عائلة ناساو - فيلبيورخ (1344-1816)
- الراية الملكية الهولندية
- علم مدينة نيويورك
- علم النيجر
- علم لا ريونيون (مقترح)
- علم سانت فنسنت والغرينادين
- علم سان خوسيه (كاليفورنيا)
- علم السيخ
- علم جنوب أفريقيا (1928-1994)
- علم سريلانكا
- محافظة تييرا ديل فويغو، الأرجنتين
- علم زامبيا

## اللون الزهري
- إسبيريتو سانتو (البرازيل)

## أرجوانيأواللون الليلكي
- كنيسة الأرمن الأرثوذكس
- الجمهورية الإسبانية الثانية
- علم جزر البليار
- علم دومينيكا
- الألوية الدولية
- إيروكواس
- مالقة
- علم مدينة مدريد
- علم مونتريال
- جزر ماريانا الشمالية

## اللون الأحمر
| - علم أفغانستان - علم ألاباما - علم ألبانيا - علم ألبيرتا - علم الجزائر - علم ساموا الأمريكية - علم أمستردام - علم أندورا - علم أنغولا - علم أنغويلا - علم أنتيغوا وباربودا - علم أركنساس - علم أرمينيا - علم أروبا - علم أستراليا - علم النمسا - علم أذربيجان - علم جزر البهاماس - علم البحرين - مدينة إشبيلية - علم بنغلاديش - علم برشلونة - علم بيلاروسيا - علم بلجيكا - علم بليز - علم بنين - علم برلين - علم برمودا - علم بوليفيا - علم مقاطعة كولومبيا البريطانية - علم إقليم المحيط الهندي البريطاني - علم بروناي - العلم البوذي - علم بلغاريا - علم بوركينا فاسو - علم بوروندي - علم كمبوديا - علم الكاميرون - علم كندا - علم الرأس الأخضر - علم جزر كايمان - علم جمهورية أفريقيا الوسطى - علم تشاد - علم الشيشان - علم تشيلي - علم تايوان - علم جمهورية الصين الشعبية - العلم المسيحي - علم كولومبيا - علم جزر القمر - علم كوبا - علم جمهورية الكونغو الديمقراطية - علم الكونغو - علم جزر كوك - علم كوستاريكا - علم كرواتيا - علم كوبا - علم التشيك - علم داغستان - علم الدنمارك - علم جيبوتي - علم دومينيكا - علم جمهورية الدومينيكان - علم تيمور الشرقية - علم إكوادور - علم مصر - علم السلفادور - علم إنجلترا - علم غينيا الاستوائية - علم إريتريا - علم إستونيا | - علم إثيوبيا - علم جزر فوكلاند - علم جزر فارو - علم فيجي - علم فنلندا - علم فرنسا - علم بولينزيا الفرنسية - علم فرايزلاند - علم غامبيا - علم جورجيا - علم ولاية جورجيا - الكنيسة الجورجية الرسولية الأرثوذكسية - علم ألمانيا - علم غانا - علم جبل طارق - علم جرينلاند - علم غرينادا - علم جزيرة غوام - علم غواتيمالا - علم غيرنزي - علم غينيا - علم غينيا بيساو - علم غيانا - علم هامبورغ - علم هايتي - علم هاواي - علم حزب الله - علم هونغ كونغ - علم المجر - علم آيسلندا - علم إندونيسيا - علم إنجوشتيا - علم إيران - علم إيطاليا - علم اليابان - علم جيرزي (جزيرة) - علم الأردن - علم قراتشاي - تشركيسيا - علم جمهورية كاريليا - علم كينيا - علم خقاسيا - علم كيريباتي - علم كردستان - علم الكويت - علم قيرغيزستان - علم لاوس - علم لاتفيا - علم لبنان - لايدن - علم ليبيريا - علم ليبيا - علم ليختنشتاين - علم ليتوانيا - علم مدينة لندن - علم لوس أنجلوس - علم لوكسمبورغ - علم جمهورية مقدونيا - علم مدغشقر - علم ماديرا - علم ملاوي - علم ماليزيا - علم المالديف - علم مالي - علم مالطا - علم جزيرة مان - علم مانيتوبا - علم موريشيوس - علم المكسيك - علم مسيسيبي - علم مولدوفا - علم موناكو - علم منغوليا - علم مونتسيرات - علم موردوفيا - علم المغرب - علم موسكو - علم موزمبيق - علم بورما - علم ناميبيا - علم نيبال - علم هولندا - علم جزر الأنتيل الهولندية - علم مقاطعة نيو برانزويك | - علم نيومكسيكو - علم نيوزيلندا - علم نييوي - علم كارولاينا الشمالية - علم كوريا الشمالية - علم أوسيتيا الشمالية - ألانيا - علم جزر ماريانا الشمالية - علم النرويج - علم نونافوت - علم أوهايو - العلم الأولمبي - علم سلطنة عمان - علم أونتاريو - علم فلسطين - علم بنما - علم بابوا غينيا الجديدة - علم باراغواي - العلم البارالمبي - علم باريس - علم بيرو - علم الفلبين - علم جزر بيتكيرن - علم بولندا - علم البرتغال - غلم جزيرة الأمير إدورار - علم بورتوريكو - علم كوينزلاند - علم رومانيا - علم روسيا - علم ياقوتيا - علم سانت هيلانة - علم سانت كيتس ونيفيس - علم ساموا - علم سان مارينو - علم ساو تومي وبرينسيب - علم السنغال - علم صربيا - علم صربيا والجبل الأسود - الكنيسة الصربية الأرثوذكسية - علم سيشل - علم سنغافورة - علم سلوفاكيا - علم سلوفينيا - علم جنوب أفريقيا - علم جورجيا الجنوبية وجزر ساندويتش الجنوبية - علم كوريا الجنوبية - علم جنوب السودان - علم فيتنام - فرسان مالطة - علم الاتحاد السوفيتي - علم إسبانيا - علم السودان - علم سلطنة عمان - علم سورينام - علم سويسرا - علم سوريا - علم تايوان - علم طاجيكستان - علم جمهورية تتارستان - علم تينيسي - علم تكساس - علم تايلاند - علم التبت - علم توغو - علم تونغا - علم ترينيداد وتوباغو - علم تونس - علم تركيا - الختم الرئاسي لتركيا - علم تركمانستان - علم جزر توركس وكايكوس - علم توفالو - علم أودمورتيا - علم أوغندا - علم الإمارات العربية المتحدة - علم المملكة المتحدة - علم الولايات المتحدة - علم أوزبكستان - علم فانواتو - علم فنزويلا - علم فيتنام - علم جزر العذراء البريطانية - علم جزر العذراء الأمريكية - علم ويلز - علم يوكون (إقليم) - علم زيمبابوي |

## اللون الأبيض(اللون الفضي)
| - علم أفغانستان (1996 - 2001) - علم ألاباما - علم ألبانيا - علم ألبيرتا - علم ألديرني - علم الجزائر - ألفن آن دن راين - علم جمهورية ألطاي - علم ساموا الأمريكية - علم أمستردام - علم أندورا - علم أنغويلا - أعلام القارة القطبية الجنوبية - علم أنتيغوا وباربودا - علم جامعة الدول العربية - علم الأرجنتين - علم أركنساس - علم أروبا - علم أستراليا - علم النمسا - علم أذربيجان - علم الأزور - علم جزر البهاماس - علم البحرين - علم بنغلاديش - علم برشلونة - علم باشكورتوستان - علم بافاريا - علم بيلاروسيا - علم بلجيكا - علم بليز - علم برلين - علم برمودا - علم بوتان - علم البوسنة والهرسك - علم بوتسوانا - علم البرازيل - علم مقاطعة كولومبيا البريطانية - علم إقليم المحيط الهندي البريطاني - علم جزر العذراء البريطانية - علم بريتاني - علم بروناي - العلم البوذي - علم بلغاريا - علم بورما - علم بوروندي - علم بورياتيا - علم كمبوديا - علم كندا - علم جزر الكناري - علم الرأس الأخضر - علم جزر كايمان - علم جمهورية أفريقيا الوسطى - علم الشيشان - علم تشيلي - علم تايوان - علم جمهورية الصين الشعبية - العلم المسيحي - علم عيد الميلاد (جزيرة) - علم كومنولث الدول المستقلة - علم جزر كوكوس - علم جزر القمر - علم جزر كوك - علم كوستاريكا - علم ساحل العاج - علم كرواتيا - علم كوبا - علم قبرص - علم التشيك - علم الدنمارك - علم جيبوتي - علم دومينيكا - علم جمهورية الدومينيكان - علم مصر - علم السلفادور - علم إنجلترا - علم غينيا الاستوائية - علم إريتريا - علم إسبيرانتو - علم إستونيا - علم جزر فوكلاند - علم جزر فارو - علم فيجي | - علم فنلندا - علم فرنسا - علم فرنسا - علم غويانا الفرنسية - علم بولينزيا الفرنسية - أعلام القارة القطبية الجنوبية - علم فرايزلاند - علم غامبيا - علم جورجيا - علم ولاية جورجيا - الكنيسة الجورجية الرسولية الأرثوذكسية - علم ألمانيا - علم جبل طارق - علم اليونان - علم جرينلاند - علم غرينادا - علم جوادلوب - علم غواتيمالا - علم غيرنزي - علم غيانا - علم هامبورغ - علم هايتي - علم هاواي - علم هندوراس - علم هونغ كونغ - علم المجر - علم آيسلندا - علم الهند - علم إندونيسيا - علم إنجوشتيا - علم إيران - علم العراق - علم جمهورية أيرلندا - علم الخلافة الإسلامية - علم جزيرة مان - علم إسرائيل - علم إيطاليا - علم اليابان - علم جيرزي (جزيرة) - عقاب (راية) - جولي روجر - علم الأردن - علم قبردينو - بلقاريا - علم كالميكيا - علم قراتشاي - تشركيسيا - علم كينيا - علم خقاسيا - علم كيريباتي - علم جمهورية كومي - علم كردستان - علم الكويت - علم لاوس - علم لاتفيا - علم لبنان - لايدن - علم ليسوتو - علم ليبيريا - علم ليبيا - علم مدينة لندن - علم لوكسمبورغ - علم ماكاو - علم مدغشقر - علم ماديرا - علم مدينة مدريد - علم ماليزيا - علم المالديف - علم مالطا - علم مانيتوبا - علم جزر مارشال - علم مارتينيك - علم جمهورية ماري إل - علم جزيرة مايوت - علم المكسيك - علم ولايات ميكرونيسيا المتحدة - علم مسيسيبي - علم موناكو - علم مونتسيرات - علم موردوفيا - علم موزمبيق - علم بورما - علم ناميبيا - علم ناورو - علم نيبال - علم هولندا - علم جزر الأنتيل الهولندية - علم مقاطعة نيو برانزويك - علم مدينة نيويورك - علم نيوزيلندا - علم نيكاراغوا - علم النيجر - علم نيجيريا - علم نييوي - علم جزيرة نورفولك - علم كارولاينا الشمالية - علم كوريا الشمالية - علم أوسيتيا الشمالية - ألانيا - علم قبرص الشمالية - علم أيرلندا الشمالية - علم جزر ماريانا الشمالية - علم أوسيتيا الشمالية - ألانيا - علم النرويج | - علم نونافوت - علم أوهايو - العلم الأولمبي - علم سلطنة عمان - علم أونتاريو - أوبك - علم باكستان - علم فلسطين - علم بنما - علم بابوا غينيا الجديدة - علم باراغواي - العلم البارالمبي - علم بيرو - علم الفلبين - علم جزر بيتكيرن - علم بولندا - علم البرتغال - علم جزيرة الأمير إدورارد - علم بورتوريكو - علم قطر - علم مقاطعة كيبك - علم كوينزلاند - علم الصليب الأحمر - علم لا ريونيون - علم روسيا - علم سانت هيلانة - علم سانت كيتس ونيفيس - علم سانت لوسيا - علم سانت بطرسبورغ - علم سان بيار وميكلون - علم ياقوتيا - علم ساموا - علم سان مارينو - علم سارك - علم السعودية - علم ساكسونيا - علم اسكتلندا - علم الكشافة والمرشدات - علم صربيا - علم صربيا والجبل الأسود - الكنيسة الصربية الأرثوذكسية - علم سيشل - علم جزر شيتلاند - علم سيراليون - علم سنغافورة - قالب:رمز علم سلوفاكيا علم سلوفاكيا - علم سلوفينيا - العلم الأبيض - علم جزر سليمان - علم الصومال - علم أرض الصومال - علم جنوب أفريقيا - علم جنوب أستراليا - علم كارولاينا الجنوبية - علم جورجيا الجنوبية وجزر ساندويتش الجنوبية - علم كوريا الجنوبية - علم جنوب السودان - فرسان مالطة - علم إسبانيا - علم السودان - علم سورينام - علم سوازيلاند - علم سويسرا - علم سوريا - علم تايوان (تايوان) - علم طاجيكستان - علم تسمانيا - علم جمهورية تتارستان - علم تينيسي - علم تكساس - علم تايلاند - علم التبت - علم تيمور الشرقية - علم توغو - علم توكلو - علم تونغا - علم ترينيداد وتوباغو - علم تريستان دا كونا - علم تونس - علم تركيا - الختم الرئاسي لتركيا - قالب:رمز علم تركمانستان علم تركمانستان - علم جزر توركس وكايكوس - علم توفا - علم توفالو - علم أودمورتيا - علم أوغندا - علم الإمارات العربية المتحدة - علم المملكة المتحدة - علم الأمم المتحدة - علم الولايات المتحدة - علم الأوروغواي - علم أوزبكستان - علم الفاتيكان - علم فيكتوريا (أستراليا) - علم جزر العذراء الأمريكية - علم فيتنام البحري - علم جزيرة ويك - علم ويلز - علم والس وفوتونا - علم واشنطن العاصمة - علم أستراليا الغربية - علم الجمهورية العربية الصحراوية الديمقراطية - علم اليمن - علم يوكون (إقليم) - علم زيمبابوي - علم أبيض - علم أخضر |